# Martin Scorsese
Martin Marcantonio Luciano Scorsese, född 17 november 1942 i Flushing i Queens i New York, är en amerikansk filmregissör, manusförfattare och producent. Scorseses verk riktar in sig på teman som italiensk-amerikansk identitet, katolsk skuldkänsla och botgöring och våldet i det amerikanska samhället. Trots mycket bra kritik och flera nomineringar vann han en Oscar först 2007, för The Departed. Scorsese anses vara en av de mest betydelsefulla och inflytelserika av efterkrigstidens amerikanska filmskapare.

## Barn- och ungdomsår
Martin Scorsese föddes i Flushing i Queens och kom från en italiensk-amerikansk arbetarfamilj. Hans far Luciano Charles Scorsese och mor Catherine Scorsese arbetade båda i New Yorks Garment District. Martin kom att växa upp i Little Italy på Manhattan. Han var ett sjukligt barn och tillbringade mycket tid hemma för att återhämta sig från astma. Det var under den tiden som han utvecklade sin passion för film. Hans första dröm om att bli en katolsk präst övergavs för filmen; han bytte ut det katolska seminariet mot New York University där han fick sin Master of Arts i film 1966.

## Karriär

### Tidiga projekt på 1960-talet
När Scorsese gick på New York University gjorde han kortfilmerna What's a Nice Girl Like You Doing in a Place Like This? (1963) och It's Not Just You, Murray! (1964). Hans mest berömda kortfilm under perioden är den svarta komedin The Big Shave (1967), vilken handlar om en man som rakar sig tills han börjar blöda och skär till slut halsen av sig med rakbladet. Filmen var en pik till USA:s egna sönderslitande inblandning i Vietnam; vilket även visades i filmen alternativa titel Viet '67. Filmen skulle förebåda regissörens senare verk.
1967 gjorde Scorsese sin första långfilm, den svartvita Who's That Knocking at My Door med skolkamraterna Harvey Keitel och Thelma Schoonmaker som båda skulle bli hans medarbetare flera gånger i framtiden.
Även om den var i embryoform fanns "Scorsesestilen" redan där: känslan för New Yorks italiensk-amerikanska stadsliv, snabb klippning, ett rocksoundtrack och en bekymrad manlig protagonist.

### 1970-talet
På 1970-talet blev han vän med de så kallade "Filmungarna" (The Movie Brats) från 1970-talet: Francis Ford Coppola, Brian De Palma, George Lucas och Steven Spielberg. Det var De Palma som introducerade skådespelaren Robert De Niro för Scorsese. De två blev nära vänner och skulle komma att arbeta tillsammans på flera projekt. Under den här perioden arbetade Scorsese som en av klipparna på filmen Woodstock och träffade skådespelaren och regissören John Cassavetes som skulle bli en vän och mentor.

#### Dödspolarna
1972 gjorde Scorsese en gangsterfilm som utspelades under depressionen: Boxcar Bertha - rånar och älskar. Filmen producerades av b-filmproducenten Roger Corman som också hade hjälpt regissörer som Francis Ford Coppola, James Cameron och John Sayles med deras karriärer. Boxcar Bertha sågs som ett mindre ambitiöst verk men lärde Scorsese hur man gjorde filmer snabbt och billigt, vilket förberedde honom för hans första film med De Niro; Dödspolarna.
Dödspolarna hyllades av den inflytelserika filmkritikern Pauline Kael och blev ett genombrott för Scorsese, De Niro och Keitel. Även om den var utomordentligt innovativ och spännande med sin atmosfär, dokumentärstil och stadsnivåregi står den möjligtvis i skuld till regissörerna John Cassavetes och tidiga Jean-Luc Godard (filmen blev färdiggjord efter mycket uppmuntran av Cassavetes som kände att Boxcar Bertha inte visade den unge regissörens talang).
Skådespelaren Ellen Burstyn valde Scorsese att regissera henne i 1974 års Alice bor inte här längre för vilken hon vann en Oscar för bästa kvinnliga huvudroll. Filmen togs emot bra, men är en avvikelse från Scorseses tidiga karriär, eftersom den fokuserar på en central kvinnlig karaktär.
Han återvände till Little Italy i New York för att utforska sina etniska rötter vilket resulterade i dokumentären Italianamerican som fokuserar på Scorseses föräldrar (som båda gjorde flera cameos i flera av hans filmer). Hans mor arbetade i flera år som den officiella matserveraren för alla Scorseses filmer och hans far hjälpte till i kostymavdelningen.

#### Taxi Driver

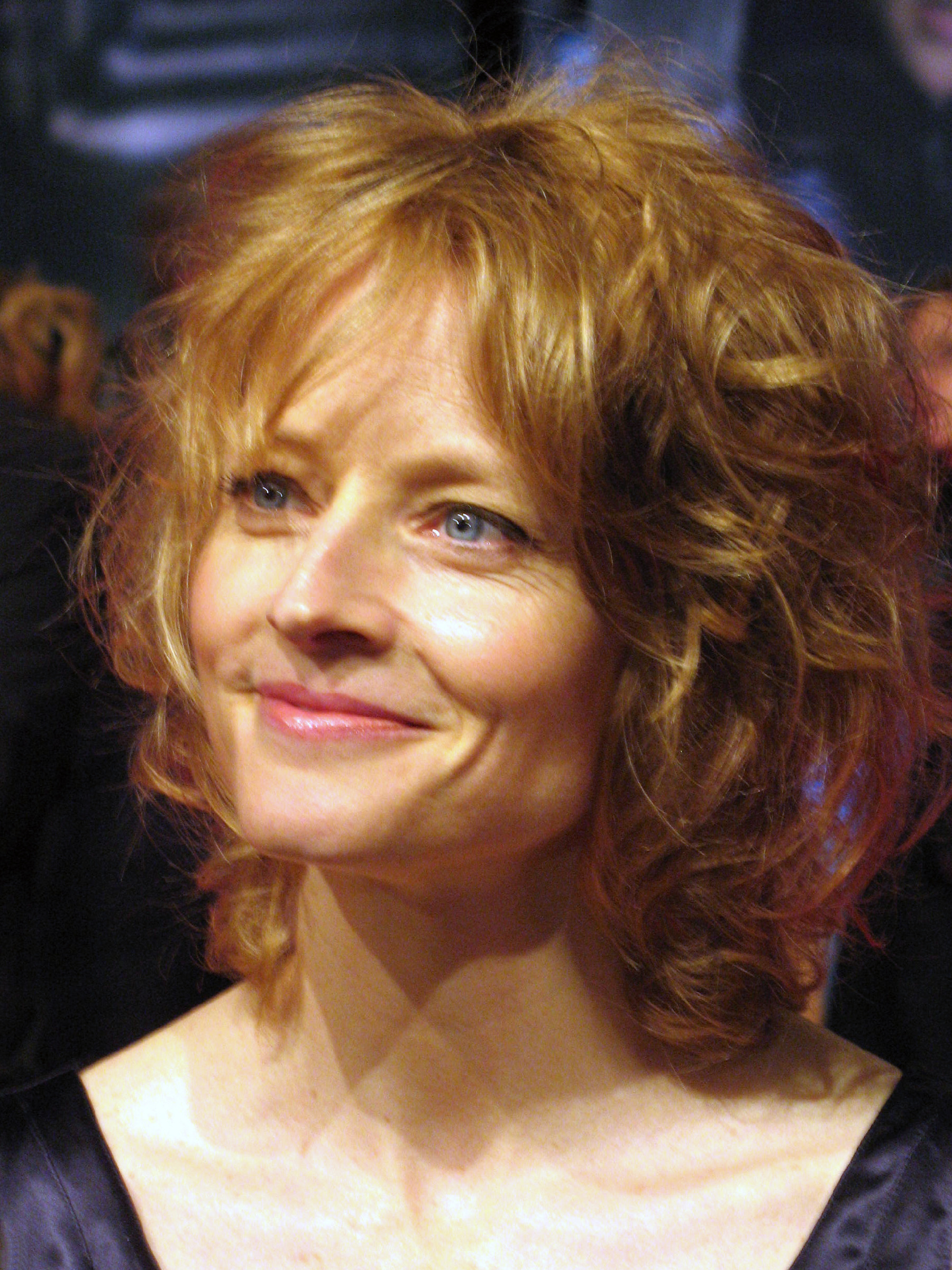
Taxi Driver var Jodie Fosters genombrott i filmbranschen.

Två år senare skakade Scorsese hela filmvärlden med Taxi Driver, en obevekligt hård och våldsam framställning om en mans långsamma nedgång till psykos i ett helvetiskt uttänkt Manhattan. Att få någon att producera filmen var väldigt svårt, trots Scorseses tidigare framgångar med "Mean Streets", men Scorseses regi hade gått framåt och han använde sig nu av expressionistiskt ljus, "point of view"-tagningar och slow motion för att visa protagonistens höjda psykologiska medvetenhet. Taxi Drivers oerhörda makt byggde främst på Robert De Niros intensiva huvudrollsframträdande. Noterbara biroller gavs av Jodie Foster (i en högst kontroversiell roll som barnprostituerad) och av Harvey Keitel som "Sport" Matthew.
Taxi Driver blev också början på flera samarbeten med författaren Paul Schrader. Filmen har flera tematiska länkar med (och gör flera anspelningar på) arbeten av den franske regissören Robert Bresson, då främst Ficktjuven (men även Jean-Luc Godards bildspråk har enligt Scorsese haft en stor påverkan på filmen). Författaren/regissören Schrader går ofta tillbaka till Bressons verk i filmer som American Gigolo, Light Sleeper och Scorseses senare Bringing Out the Dead.
Filmen var redan kontroversiell vid sin premiär och nådde rubrikerna igen fem år senare 1981, när John Hinckley, Jr. begick ett mordförsök på dåvarande amerikanske presidenten Ronald Reagan. Han skyllde sitt uppträdande på sin besatthet av Jodie Fosters karaktär Iris i Taxi Driver (i filmen gör De Niros karaktär, Travis Bickle, ett mordförsök på en senator).
Taxi Driver vann Guldpalmen vid Filmfestivalen i Cannes och fick även fyra Oscarnomineringar, bland annat för bästa film, men vann inga.

#### New York, New YorkochThe Last Waltz
Den kritiska framgången av Taxi Driver uppmuntrade Scorsese till att göra sitt första storbudgetprojekt: den högst stiliserade musikalen New York, New York. Den hyllningen till Scorseses hemstad och den klassiska Hollywoodmusikalen var ett kritiker- och publikfiasko.
New York, New York var regissörens tredje film med Robert De Niro, med Liza Minnelli i den andra huvudrollen (en hyllning och anspelning på hennes far, den legendariske musikalregissören Vincente Minnelli). Trots att filmen hade Scorseses vanliga visuella stil tyckte många kritiker att den stängda studioatmosfären inte nådde upp till hans tidigare filmer. Ofta bortglömd, men filmen är en av regissörens studier av manlig paranoia och osäkerhet (och är därför i direkt tematisk följd med Dödspolarna, Taxi Driver och den senare Tjuren från Bronx).
Det dåliga mottagandet New York, New York fick gjorde att Scorsese föll i depression. Under den här tiden hade han också utvecklat ett allvarligt kokainmissbruk. Han hittade dock den kreativa lusten för att göra den väl emottagna The Last Waltz, som dokumenterade den sista konserten av The Band. Den hölls vid Winterland Ballroom i San Francisco och gjorde rockmusikhistoria genom att ha en av de mest omfattande grupper av gästframträdanden under en enda konsert. Scorseses åtaganden gjorde att filmen inte släpptes förrän 1978. Regissören har sedan dess erkänt att han var inblandad med droger under produktionen och att detta kan ha bidragit till den desperationsfyllda atmosfären som följer hela filmen. En annan dokumentär av Scorsese, American Boy, dök också upp 1978 och fokuserade på Steve Prince, den stöddige vapenförsäljaren i Taxi Driver. En period med vilda partyn följde, vilket förstörde regissörens redan sköra hälsa.

### 1980-talet
Under slutet av 1970-talet hade Scorsese flera hälsoproblem som ibland stått i samband med nöjesbranschens kraftkrävande livsföring, då Scorsese inte avvek från sina kolleger. För att behärska dessa behövde han nya uppgifter.

#### Tjuren från Bronx
Enligt många källor, inklusive Scorsese själv, räddade Robert De Niro hans liv när han övertalade Scorsese att avsluta sitt kokainberoende för att istället göra den film som många anser vara hans bästa; Tjuren från Bronx (1980). Denna film hade Robert De Niro velat göra i flera år, en självbiografi över boxaren Jake LaMotta, baserad på en bok som LaMotta själv hade skrivit. Scorsese hade inte varit intresserad och hade knappt läst det exemplar han fått av De Niro. Nu, övertygad om att han aldrig skulle göra en till film, la han all sin energi på att göra denna våldsamma biografiska film om medelviktsboxaren Jake LaMotta (med smeknamnet Tjuren från Bronx). Scorsese kallade sitt sätt att göra filmen på för "Kamikaze-filmmaking". Filmen anses vara ett mästerverk och röstades fram som den bästa 1980-talsfilmen av Storbritanniens prestigefyllda Sight and Sound-tidning. Filmen fick åtta Oscarsnomineringar, inklusive Bästa film, Robert De Niro för Bästa manliga skådespelare och Scorseses första nominering för Bästa regi. De Niro vann, liksom Thelma Schoonmaker för Bästa klippning, medan Scorsese förlorade till Robert Redford som tog hem de högsta priserna för sin regidebut En familj som andra. Trots fina recensioner och Oscarsnomineringar floppade den på biograferna. Scorsese hade varnats tidigare för att ingen skulle vilja se en film med en så osympatisk huvudkaraktär (i en scen från originalmanuset som togs bort boxar Jake sin gravida hustru i magen, och hon gör senare abort) och vid en testvisning i New York hade Scorsese fått lovord av Andy Albeck, chef för United Artists, men när han frågade en ung kvinna om hennes åsikt, brast hon i gråt och sprang ut från salongen. Scorsese förstod först då att det inte direkt var en feel-goodfilm han hade gjort.
Tjuren från Bronx, vilken är filmad i svartvitt, är kanske den film där regissörens stil nådde sitt zenit. Taxi Driver och New York, New York hade använt sig av element av expressionism för att återskapa psykologisk synvinkel, men i Tjuren från Bronx användes stilen till det extrema: omfattande slowmotion, komplexa följningsklipp, omåttlig förvrängning av perspektiv (storleken på boxningsringarna ändras mellan matcherna). Filmen följde Scorseses vanliga tematiska mönster: osäkra män, våld, skuldkänslor och gottgörande.
Även om manuset har Paul Schrader och Mardik Martins namn finns det stora skillnader mellan Schraders originalmanus och filmen. När Scorsese läste boken själv upptäckte han någonting som knappt nämndes i manuset, brodern Joey LaMotta. Manuset skrevs om flera gånger av olika författare, bland annat Jay Cocks (som skulle skriva Oskuldens tid och Gangs of New York). Det sista utkastet skrevs av Scorsese och Robert De Niro, som gjorde mycket egna efterforskningar.

#### King of Comedy
Scorseses nästa projekt var hans femte samarbete med Robert De Niro; King of Comedy. Filmen var en absurd satir om mediavärlden och kändisskap och ett klart avstamp från de mer känslofyllda filmerna han hade blivit känd för. Visuellt var King of Comedy också mindre kinetisk än den stil han hade utvecklat fram till dess, han använde ofta en stillastående kamera och långa tagningar. Den expressionism hans tidigare arbete hade haft fick nu ge vika för en nästan total surrealism. Det var dock trots detta ett klart verk av Scorsese: bortsett från New York lokalen hade filmen många likheter med Taxi Driver, inte minst i dess fokus på en bekymrad enstöring som ironiskt nog uppnår ikonisk status genom en kriminell handling (mord och kidnappning).
King of Comedy var ingen publikfavorit utan floppade rejält men har blivit väl emottagen av kritiker sedan den släppts. Det är troligt att dess teman med enfaldig showbusiness och kändisbesatthet är mer relevanta idag än när den släpptes.
1983 började Scorsese arbeta med ett personligt projekt, Kristi sista frestelse, baserat på boken från 1951 skriven av Nikos Kazantzakis, (vilken blev introducerad för regissören av skådespelerskan Barbara Hershey när de båda gick på New York University i slutet av 1960-talet). Filmen skulle produceras av Paramount Studios,  men kort innan de första tagningarna skulle göras drog Paramount tillbaka sitt stöd efter att ha blivit utsatt för påtryckningar av religiösa grupper. I versionen som skulle göras 1983 var Aidan Quinn tillsatt i rollen som Jesus och Sting som Pontius Pilatus (I versionen från 1988 tillsattes Willem Dafoe och David Bowie i rollerna).

#### Mindre verk
Efter kollapsen av projektet såg Scorsese återigen sin karriär vid ett kritiskt skede, vilket han beskrev i dokumentären Filming for Your Life: Making 'After Hours' (2004). Han insåg att den ökande kommersiella världen i 80-talets Hollywood gjorde att de högst stiliserade personliga 1970-talsfilmerna han och andra hade byggt sina karriärer på inte längre skulle få samma status, och bestämde sig för att närma sig sitt arbete på ett helt annat sätt. Med En natt i New York gjorde han ett byte tillbaka till den nedtonade, nästan underjordiska filmstilen. Den filmades med en extremt låg budget på plats och natten i SoHo grannskapet i Manhattan och är en svart komedi om en ökande olycklig natt för en mild ordbehandlare från New York (Griffin Dunne) och hade cameos av skådespelare som Teri Garr och Cheech och Chong. Filmen var en stilistisk avvikelse för Scorsese och passade bra in i den populära lågbudget-kultfilmerna på 80-talet, som Jonathan Demmes I vildaste laget och Alex Coys Repo Man.
Förutom den ikoniska Michael Jackson-musikvideon Bad 1987 gjorde Scorsese 1986 The Color of Money - Revanschen, en uppföljare till den omtyckta Paul Newmanfilmen Fifflaren från 1960 (originalet regisserades av Robert Rossen, vars boxningsfilm Killer i ringen var en stor influens till Tjuren från Bronx). Trots dess typiska visuella säkerhet blev The Color of Money regissörens första steg in till kommersiellt filmskapande. Filmen gav skådespelaren Paul Newman en försenad Oscar och Scorsese tillräckligt med slagkraft för att äntligen kunna backa projektet Kristi sista frestelse finansiellt.

#### Kristi sista frestelse
Efter att ha gjort kommersiella filmer för Hollywood gick Scorsese tillbaka till att göra personliga filmer med Kristi sista frestelse 1988. Filmen återberättade Kristus liv i mänsklig istället för gudomlig form. Även före dess premiär hade filmen skapat en massiv sensation, protester världen runt mot dess förmodade hädelse, vilket effektivt gjorde en självständig lågbudgetfilm till en medial sensation. Den största kontroversen centrerades runt de sista delarna av filmen, vilka visar Kristus giftermål och familjeliv med Maria Magdalena i drömsekvenser.
Bortom kontroversen blev Kristi sista frestelse kritikerrosad och är ett viktigt verk av Scorsese: ett tydligt försök att brottas med den spiritualitet som hade underbyggt hans filmer fram till dess. För filmen fick han sin andra oscarsnominering för Bästa regi, men förlorade återigen.
Tillsammans med regissörerna Woody Allen och Francis Ford Coppola gjorde Scorsese en av tre delar i den episodfilmen New York Stories, kallad "Life Lessons".

### 1990-talet

#### Maffiabröder
Efter ett oroligt årtionde blev gangsterfilmen Maffiabröder (1990) en återkomst till Scorseses vanliga stil och det var den mest självsäkra filmen sedan Tjuren från Bronx. Att vara tillbaka till Little Italy, De Niro och Joe Pesci gjorde att regissören gav en uppvisning på sin filmteknik och återupprättade och förstärkte hans anseende. Filmen klassas som en av Scorseses största prestationer.
Maffiabröder var dock också en viktig ändring av nyansen i regissörens arbete; en era i hans karriär började vilken var tekniskt fulländad men även var emotionellt avskild från honom. Trots detta anser många att Maffiabröder är en arketyp av Scorsese, den främsta av hans filmiska teknik.
Scorsese fick sin tredje Oscarsnominering för Bästa regi för Maffiabröder men förlorade återigen till en förstagångsregissör, Kevin Costner.
1990 gjorde Martin Scorsese även en cameo som Vincent van Gogh i filmen Akira Kurosawas drömmar av den legendariske japanska filmregissören Akira Kurosawa.

#### Cape Fear

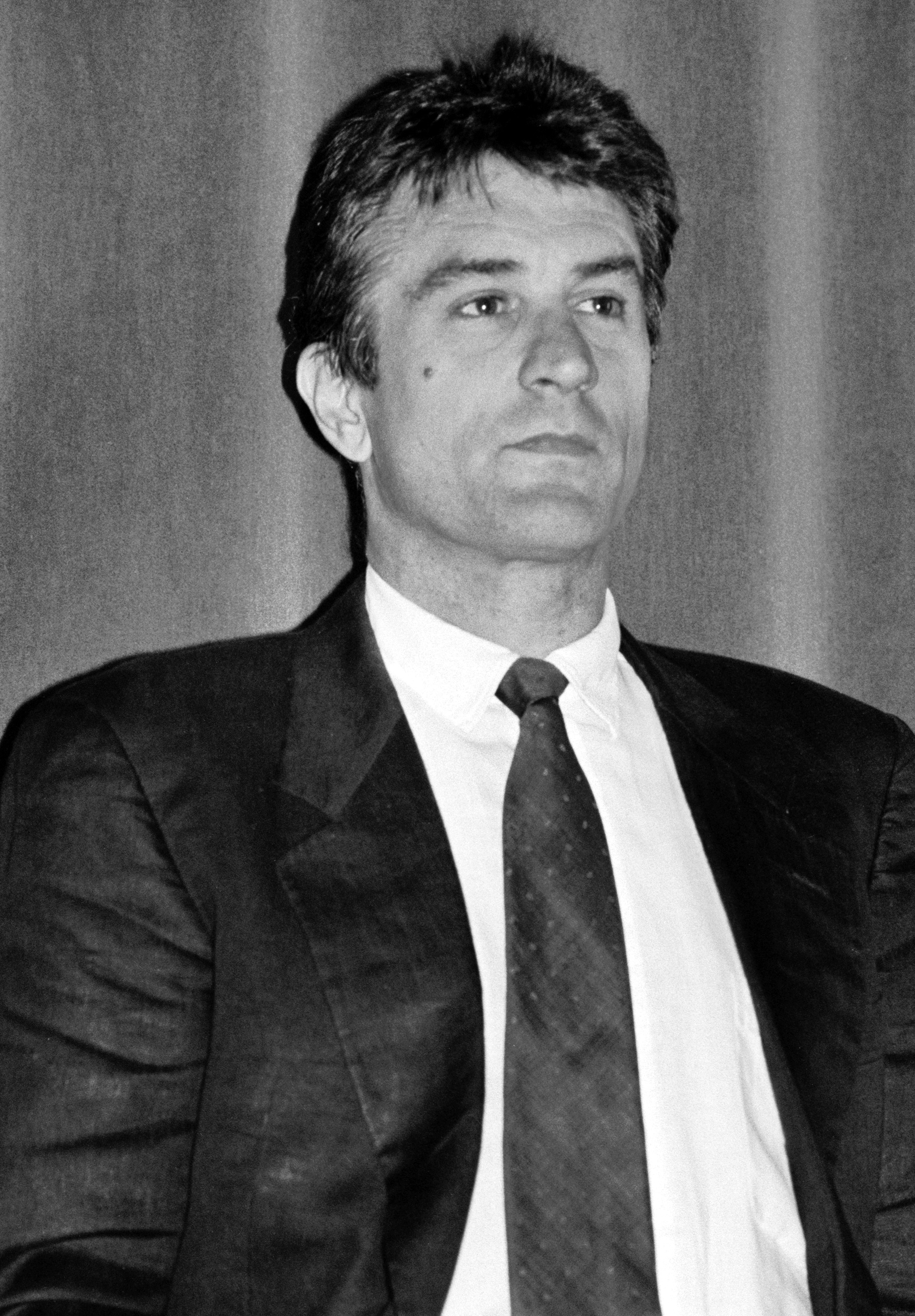
Cape Fear var den sjunde Scorsese-filmen med Robert De Niro i en av rollerna.

Härnäst kom Cape Fear (1991), en nyinspelning av Farlig främling från 1962. Filmen blev regissörens sjunde samarbete med De Niro. Scorsese gick återigen till mainstreampubliken; filmen var en stiliserad thriller med smak av Alfred Hitchcock och Charles Laughtons Trasdockan från 1955. Cape Fear fick blandad kritik och blev starkt kritiserad för scenerna som visade kvinnohatande våld. Det hotande ämnet gav dock Scorsese chansen att experimentera med en bländande samling av visuella trick och effekter. Filmen fick två Oscarsnomineringar. Filmen spelade in 80 miljoner dollar i USA och skulle vara Scorseses mest kommersiellt framgångsrika film tills The Aviator släpptes tretton år senare.
En liten rolig detalj är att Robert Mitchum, Gregory Peck och Martin Balsam som alla tre är med i originalet är med även i Scorseses nyinspelning (enl. imdb.com)

#### Oskuldens tid
Den överflödiga och vackert inramade Oskuldens tid (1993), på ytan ett stort avsteg från Scorseses tidigare filmer, var ett perioddrama adapterat från Edith Wartons Oskuldens tid om det sammandragna societeten i New York under sent 1800-tal. Dess komplexa psykologiska underströmmar, oerhörda detaljrikedom och visuella svängar visade dock att det var Scorseses verk.

#### Casino
1995 års utbredda, våldsamma Casino fokuserade liksom Oskuldens tid på en strikt hållen man vars välorganiserade liv blir splittrat på grund av oförutsedda händelser. Eftersom det var en våldsam gangsterfilm blev den mer tilltalande till regissörens fans som hade varit förvånade över Scorseses avbrott från sina tidigare filmer. Kritiskt sett fick dock Casino blandade recensioner. Detta berodde till stor del på dess stora stilistiska likheter med den tidigare Maffiabröder. Många av de tricks Scorsese använt i den tidigare filmen dök upp flera gånger, bland annat tillsättningen av Joe Pesci i rollen som en psykopat. Casino var klart Scorseses mest våldsamma film, med dess tidiga grundläggande scener som nästan gick mot dokumentär. Kritiken mot filmen mildras av det faktum att filmen (som är 3 timmar lång) är en utomordentlig teknisk prestation.

#### A Personal Journey with Martin Scorsese Through American Movies
A Personal Journey with Martin Scorsese Through American Movies var en fyra timmars lång dokumentär som ger en genomgående resa genom amerikansk film från stumfilmseran till 1969, när regissören började sin filmkarriär (han lär ha sagt "Det skulle inte kännas rätt att kommentera mig själv och samtida regissörer").

#### Kundun
Om Oskuldens tid förvirrade många fans tog Kundun (1997) det hela flera steg längre med sin berättelse om den fjortonde Dalai Lamas tidiga liv, invasionen av Tibet av det kommunistiska Kina och Dalai Lamas efterföljande exil till Indien. Filmen var inte bara ett avstamp vad gäller handlingen; i Kundun visade Scorsese också en ny berättar- och visuell stil. Traditionella dramatiska apparater blev åsidosatta för en transliknande meditation som Scorsese nådde genom en noggrann tablå av färggranna visuella bilder.
Under en kort tid gjorde det stora antalet bevis att regissörens rykte blev bättre. Under lång tid verkar det dock som om Kundun har blivit ställt vid sidan av de mest kritikerrosade arbetena av honom, noterat för dess stilistiska och tematiska omväg. (Kundun var regissörens andra försök att profilera en stor religiös ledares liv, efter Kristi sista frestelse)

#### Bringing Out the Dead
Bringing Out the Dead (1999) blev en återkomst till familjärt territorium, då regissören och författaren Paul Schrader konstruerade en svart komisk version av deras tidigare Taxi Driver. Likt tidigare samarbeten av Scorsese/Schrader framkallade de sista scenerna av spirituellt gottgörande minnen av filmer från Robert Bresson. (Filmens händelsefyllda nattliga miljö liknar också En natt i New York).
1999 producerade Scorsese en dokumentär på italienska filmskapare med titeln Il mio viaggio in Italia (Min resa till Italien). Dokumentären bebådade regissörens nästa projekt, den episka Gangs of New York (2002) vilken hade influenser av bland annat stora italienska regissörer som Luchino Visconti och var helt och hållet filmad i Roms berömda Cinecittà.

### 2000-talet

#### Gangs of New York

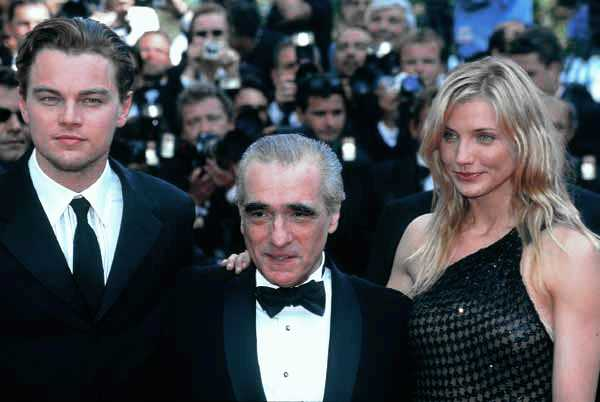
Martin Scorsese med Leonardo DiCaprio och Cameron Diaz under Filmfestivalen i Cannes 2002.

Med en produktionsbudget som ska ha varit över 100 miljoner dollar blev Gangs of New York Scorseses största och mest mainstreaminriktade resa hittills. Liksom Oskuldens tid utspelade sig filmen i 1800-talets New York, men Gangs of New York fokuserades på den andra sidan av den sociala skalan (båda filmerna hade Daniel Day-Lewis i rollistan). Produktionen var orolig med många rykten om regissörens konflikt med Miramaxchefen Harvey Weinstein. Trots förnekande om artistiska kompromisser visade sig filmen vara regissörens mest konventionella film: standard filmtricks som regissörens traditionellt hade undvikit, som karaktärer som finns enbart för förklarande syfte och tillbakablickar dök här upp i överflöd. Filmmusiken som Elmer Bernstein (en ofta använd kompositör av Scorsese) skrev blev kasserad vid ett senare skede för de mer konventionella styckena av Howard Shore, rockgruppen U2 och Peter Gabriel. Trots allt detta var de centrala teman i filmen överensstämmande med regissörens etablerade angelägenheter: New York, våld och kulturella skillnader i etniska grupper.
Filmen är även hans första samarbete med Leonardo DiCaprio, som han kom att samarbeta med ett flertal gånger.
Filmen skulle från början ha haft premiär under 2001 års vinter (för att kvalificeras för Oscarsnomineringar), men Scorsese fördröjde produktionen för filmen till efter 2002 års början. Bolaget valde till slut att skjuta upp filmen i nästan ett år till premiären i Oscarssäsongen, sena 2002.
I februari 2003 fick Gangs of New York tio Oscarsnomineringar, bland annat för Bästa film och Bästa skådespelare (för Daniel Day-Lewis). Filmen gav Scorsese hans fjärde nominering för Bästa regi, och många trodde att det skulle bli hans tur att vinna. Priset gick dock till Roman Polanski.
2003 släpptes också "Martin Scorsese Presents The Blues - A Musical Journey", en utbredd sjudelarsdokumentär som följde bluesmusik från dess afrikanska rötter till Mississippideltat och efter. Sju filmmakare inkluderat Wim Wenders, Clint Eastwood, Mike Figgis och Scorsese själv bidrog till filmens 90 minuter (Scorseses del med titeln Feel Like Going Home).

#### The Aviator
Filmen The Aviator (2004), var en frikostig, stor biografisk film om regissören, producentens, legendariske excentrikern, multimiljonären och flygpionjären Howard Hughes. Likt Gangs of New York och New York, New York var filmen ett annat försök av regissören att svetsa fast auteurkänslor med konventioner från Hollywoods gyllene era. Filmen fick omfattande kritiker- och publikframgångar och Oscarserkännande.
The Aviator nominerades till sex Golden Globes, inklusive Bästa film - drama, Bästa regi, Bästa manus och Bästa skådespelare - drama (för Leonardo DiCaprio). Filmen vann tre priser, inklusive Bästa film och Bästa skådespelare - drama. I januari 2005 fick The Aviator flest Oscarsnomineringar inför den 77:e Oscarsgalan, med nomineringar i 11 kategorier inklusive Bästa film, en femte nominering för Bästa regi för Scorsese, Bästa skådespelare (Leonardo DiCaprio), Bästa kvinnliga biroll (Cate Blanchett) och en överraskning; en nominering för Alan Alda för Bästa manliga biroll. Trots att filmen hade så många nomineringar fick den endast fem Oscars; Bästa kvinnliga biroll, Bästa scenografi, Bästa kostym, Bästa klippning och Bästa foto. Scorsese förlorade igen, denna gång till Clint Eastwood för Million Dollar Baby (som även vann Bästa film).

#### No Direction Home
Dokumentärfilmen No Direction Home handlar om Bob Dylan och dennes inverkan på amerikansk populärmusik och kultur under 1900-talet. Istället för att skildra hela Dylans karriär koncentrerar Scorsese sig på hans genomslag under 1960-talet. Filmen tar även upp hans kontroversiella övergång från akustisk till elektrisk gitarr samt avbrottet efter hans motorcykelolycka 1966. Filmen premiärvisades på TV både i USA och Storbritannien den 26 och 27 september 2005 och släpptes senare även på DVD. Filmen vann en Peabody Award och Scorsese nominerades till en Emmy för sin regi.

#### The Departed
Med The Departed, som baserades på Hongkongfilmen Infernal Affairs, återvände Scorsese till gangstergenren. Huvudrollerna spelades av Jack Nicholson, Matt Damon och Leonardo DiCaprio. Det var Scorseses tredje samarbete med DiCaprio och första gången han arbetade med Nicholson och Damon.
Filmen hade premiär 2006 och hyllades av vissa kritiker som Scorseses bästa film sedan 1990 års Goodfellas, andra ansåg att den höll samma nivå som Scorseses mest hyllade filmer som Taxi Driver och Tjuren från Bronx. The Departed spelade in 132,8 miljoner dollar i USA och blev därmed Scorseses mest inkomstbringande film dittills.
Scorsese fick motta flera priser för filmens regi och vann bland annat sin andra Golden Globe, en Critic's Choice Award, Director's Guild of America Award samt en Oscar i genren bästa regi. Han hade tidigare nominerats till fem Oscars för bästa regi utan att vinna och många ansåg att han borde ha fått en för länge sedan. Det fanns även vissa som tyckte att det var märkligt att Scorsese vann för en film som inte ens var hans bästa. Priset överlämnades till honom av vännerna och kollegorna Steven Spielberg, Francis Ford Coppola, och George Lucas. The Departed vann även Oscar för bästa film, bästa manus efter förlaga samt bästa klippning.

### 2010-talet

#### Shutter Island
Den 22 oktober 2007 rapporterades det att Scorsese och DiCaprio skulle göra en fjärde film tillsammans baserad på Dennis Lehanes bok Patient 67. Filmen hade premiär den 19 februari 2010 och blev Scorseses tredje raka långfilm (efter The Aviator och The Departed) att spela in över 100 miljoner dollar i USA.

#### The Wolf of Wall Street
2013 återförenades DiCaprio med Scorsese för The Wolf of Wall Street. Filmen baserades på memoarerna med samma namn av Jordan Belfort och berättar om Belforts karriär som aktiemäklare och den övergripande korruptionen och bedrägeriet på Wall Street som ledde till hans fall. Filmen listades på många kritikers topp tio listor för såväl året som decenniet, och blev Scorseses mest inkomstbringande film världen över. Filmen fick fem Oscarsnomineringar, inklusive bästa film och bästa regi för Scorsese. DiCaprio vann en Golden Globe Award för bästa skådespelare - musikal eller komedi för sin prestation som Belfort och fick sin tredje Oscarsnominering i kategorin Bästa manliga skådespelare; han förlorade dock mot Matthew McConaughey.

#### The Irishman
En episk kriminalfilm regisserad av Martin Scorsese och skriven av Steven Zaillian, baserad på boken I Heard You Paint Houses av Charles Brandt. I filmen spelar Robert De Niro huvudrollen som Frank Sheeran, en facklig ledare och påstådd torped för maffiafamiljen Bufalino. Al Pacino spelar rollen som Jimmy Hoffa, och Joe Pesci spelar rollen som Russell Bufalino. Filmen är Scorseses första med Pacino i rollistan.

## Teman

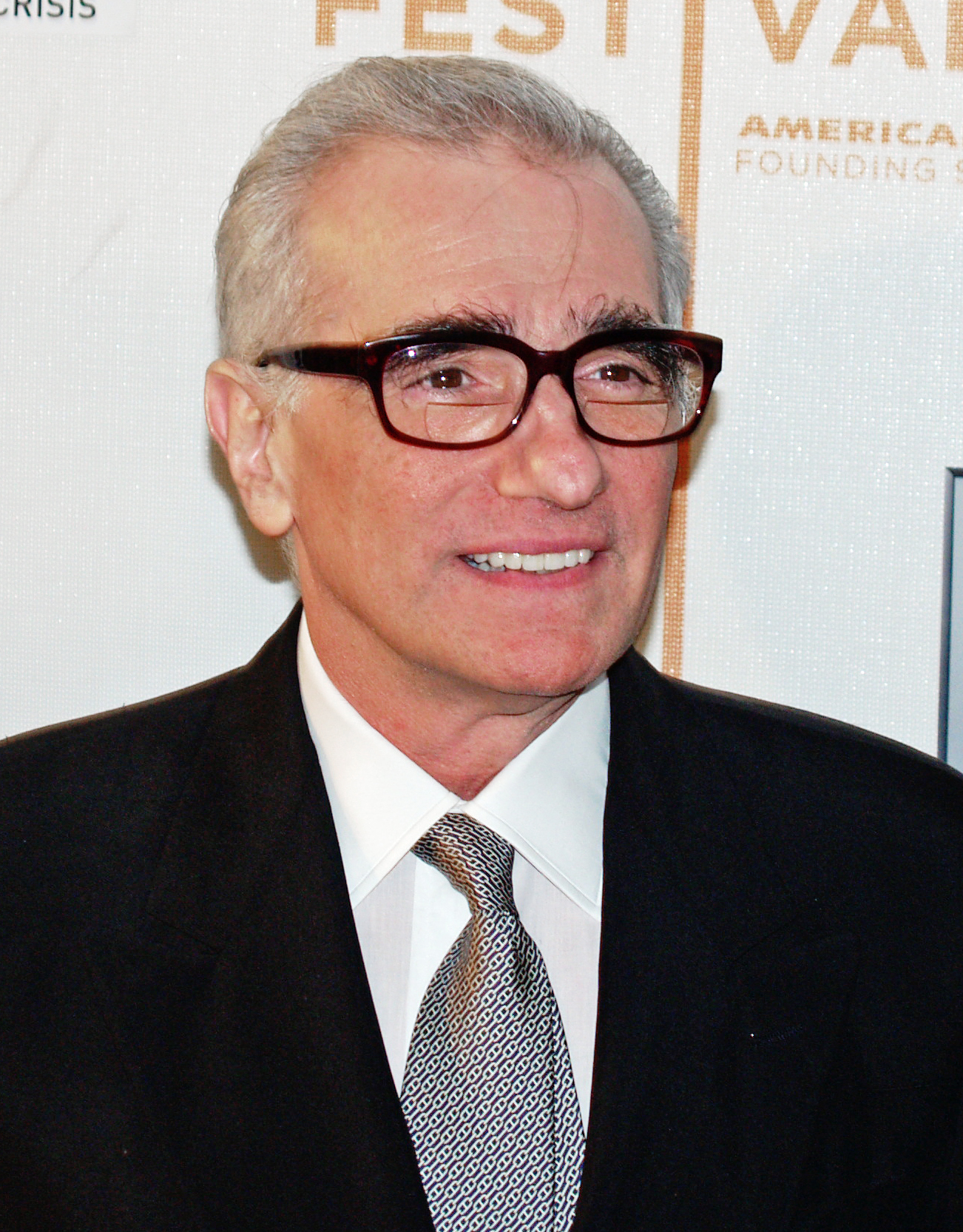
Martin Scorsese på Tribeca Film Festival i New York 2007.

De huvudsakliga temana i Scorseses arbete är nära ihoplänkade med hans katolska uppfostran och hans tidiga attraktion till prästerskapet. Scorsese har en gång sagt att när han växte upp var de som hade mest makt i hans område gangstrar eller präster. Han påstår att han som filmskapare på vissa sätt är som en kombination av de två. Scorsese är nu en agnostiker och praktiserar inte längre den katolska läran, på grund av hans protest mot Vietnamkriget där den katolska kyrkan uppmanade till ett heligt krig. Han beslöt sig för att gå emot kyrkan och gjorde flera kortfilmer som fördömde kriget, bland annat The Big Shave. Mycket av detta går att finna i Martin Scorsese Interviews.
Gottgörande och synd är de primära temana i Scorseses filmer. Hans hjältar brukar vara fallna själar som söker gottgörande i en värld av korruption. De når ofta den gottgörelsen enbart genom en passion, en sorts korsfästning, där en blodbot är uttagen för tidigare synder. Charlies sista scen i Dödspolarna, Travis Bickles psykotiska härjning i Taxi Driver och Jake LaMotta som slår sin knytnäve i väggen i sin fängelsecell i Tjuren från Bronx är alla uttryck för den här besattheten av synd och gottgörande.
Scorseses filmer har dock blivit blekare i den här aspekten allt eftersom hans karriär har utvecklats. Maffiabröder, Casino och The Aviator slutar alla med att dess protagonister fängslas i en metaforisk skärseld där det är osäkert om de kommer att bli befriade.
Scorseses filmer genomsyras också av ensamhet och besatthet. Hans karaktärer brukar vara enslingar eller missförstådda utstötta som är drivna av emotionella krafter de själva inte riktigt kan kontrollera. Under filmernas gång brukar dessa krafter öka i styrka tills de får ett utbrott av emotionellt eller fysiskt våld. Det har sagts att det är en av de faktorerna som attraherar skådespelare till Scorseses filmer, eftersom det ger dem chansen att få spela extremt emotionellt dynamiska karaktärer.
Korruption i den materiella världen och utkastandet från paradiset är också envisa teman i Scorseses filmer, speciellt i hans gangsterfilmer. Hans karaktärer är ofta dragna mellan frestelserna i den materiella världen och självförräderiet av deras egna själar som den materiella världen kräver av dem. Den här konflikten bryter sig ofta ut i ett enormt fall från deras heder vilket ibland leder till en tyst gottgörelse. Detta tema är mest tydligt i Tjuren från Bronx, vilken slutar med en vers ur Nya Testamentet som sägs av en blind man som fått syn genom Jesus. (Detta citat kan dock också läsas som en del av filmens tillägnan till Haig P. Manoogian, Scorseses filmmentor vid New York University.)

## Lång väntan på en Oscar
Scorsese har Oscarsnominerats nio gånger för Bästa regi, men vann en regi-Oscar först 2007 för filmen The Departed (2006).
Enligt Scorseses klippare Thelma Schoonmaker har Scorsese varit filosofisk om sin brist på erkännande av Oscarsakademin. Han ska ha sagt "Vi får vara glada för att vi får göra fler filmer".

## Privatliv
Martin Scorsese har varit gift fem gånger och har tre barn. Mellan 1965 och 1971 var har gift med sin första hustru Laraine Marie Brennan. Tillsammans fick de dottern Catherine, som namngavs efter Scorseses mor. Mellan 1976 och 1977 var han gift med författaren Julia Cameron och fick tillsammans med henne dottern Domenica Cameron-Scorsese. Dottern har också varit verksam inom filmbranschen. Efter skilsmässan regisserade Julia Cameron sin första film God's Will vars handling byggde på parets skilsmässa. Mellan 1979 och 1983 var Scorsese gift med skådespelaren Isabella Rossellini. År 1985 ingick han sitt fjärde äktenskap, denna gång med producenten Barbara De Fina. Paret skilde sig 1991. Från 1989 till 1997 hade Scorsese en relation med skådespelaren Illeana Douglas.
År 1999 gifte sig Scorsese med sin nuvarande hustru Helen Schermerhorn Morris. Tillsammans har de dottern Francesca, som har medverkat i flera av faderns filmer.

## Filmografi (urval)
- 1967 – The Big Shave (regi, manus och produktion)
- 1967 – Who's That Knocking at My Door? (manus och regi)
- 1973 – Dödspolarna (manus, regi, produktion och skådespelare)
- 1974 – Alice bor inte här längre (regi)
- 1976 – Taxi Driver (regi och skådespelare)
- 1977 – New York, New York (regi)
- 1978 – The Last Waltz (regi)
- 1980 – Tjuren från Bronx (regi)
- 1983 – King of Comedy (regi och skådespelare)
- 1985 – En natt i New York (regi)
- 1986 – The Color of Money - Revanschen (regi)
- 1988 – Kristi sista frestelse (regi)
- 1990 – Maffiabröder (manus och regi)
- 1990 – Akira Kurosawas drömmar (skådespelare)
- 1991 – Cape Fear (regi)
- 1993 – Oskuldens tid (manus och regi)
- 1995 – Casino (manus och regi)
- 1997 – Kundun (regi)
- 1999 – Bringing Out the Dead (regi)
- 2002 – Gangs of New York (regi)
- 2004 – Hajar som hajar (röst)
- 2004 – The Aviator (regi och produktion)
- 2005 – No Direction Home (regi och produktion)
- 2006 – The Departed (regi)
- 2008 – Shine a Light (regi)
- 2010 – Shutter Island (regi)
- 2011 – Hugo Cabret (regi)
- 2013 – The Wolf of Wall Street (regi och produktion)
- 2016 – Silence (manus och regi)
- 2019 – The Irishman (regi)
- 2023 – Killers of the Flower Moon

## Kuriosa
Scorsese är en av Video Watchdogs mest berömda prenumeranter och sägs ha fördröjt arbete med filmer för att ett nytt nummer av tidningen kommit ut.